# Мультитул

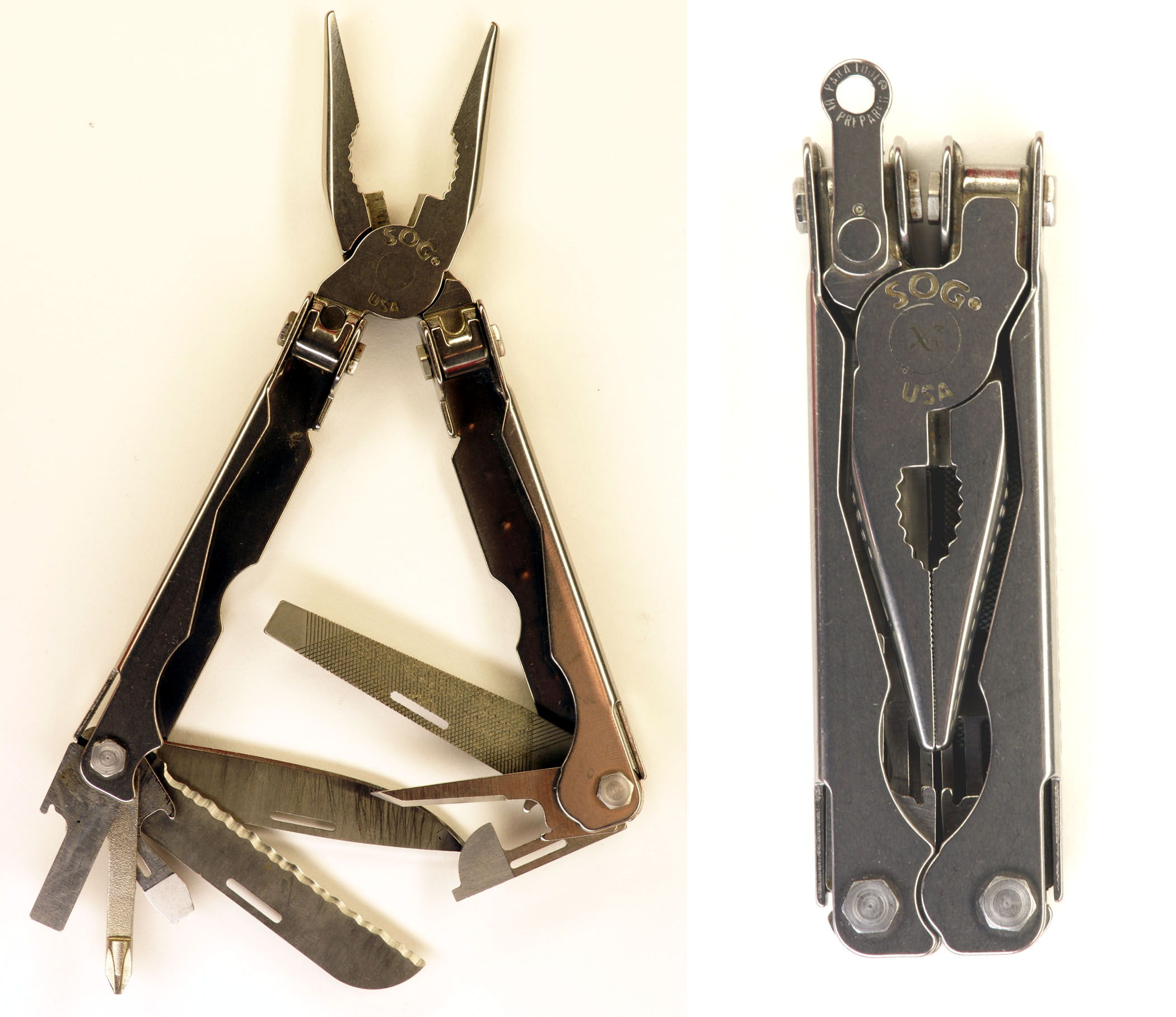
Мультитул-пасатижі

Мультиту́л (англ. multi-tool, multitool, від multifunctional tool — «багатофункціональний інструмент»), багатофункціональний інструмент — позначення різних видів портативних інструментів, які сполучують у собі кілька функцій, заміняючи набір звичайних інструментів. В англійській мові термін multi-tool вживається щодо різноманітних універсальних портативних інструментів (у тому числі щодо складаних ножів з додатковими пристосуваннями по типу швейцарських), але в українській ним називаються багатофункціональні інструменти на основі пасатижів. Зазвичай мультитули є менш надійними та зручними, ніж повнорозмірний інструмент, проте за рахунок компактності та універсальності широко застосовуються в подорожах, на туристичних маршрутах та в наборах виживання.

## Історія

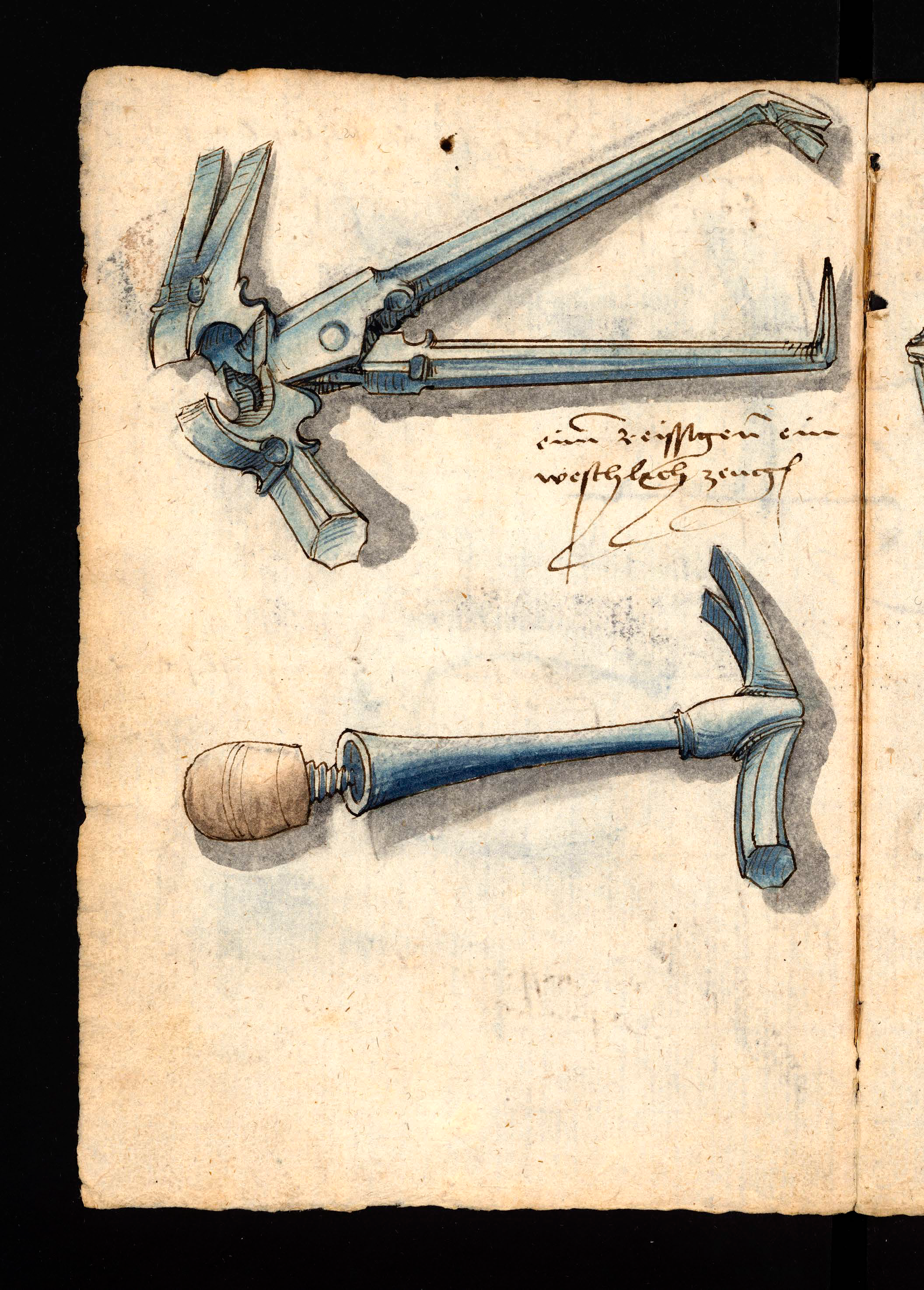
Два мультиінструменти з Кодексу Леффельгольца, Нюрнберг 1505 року

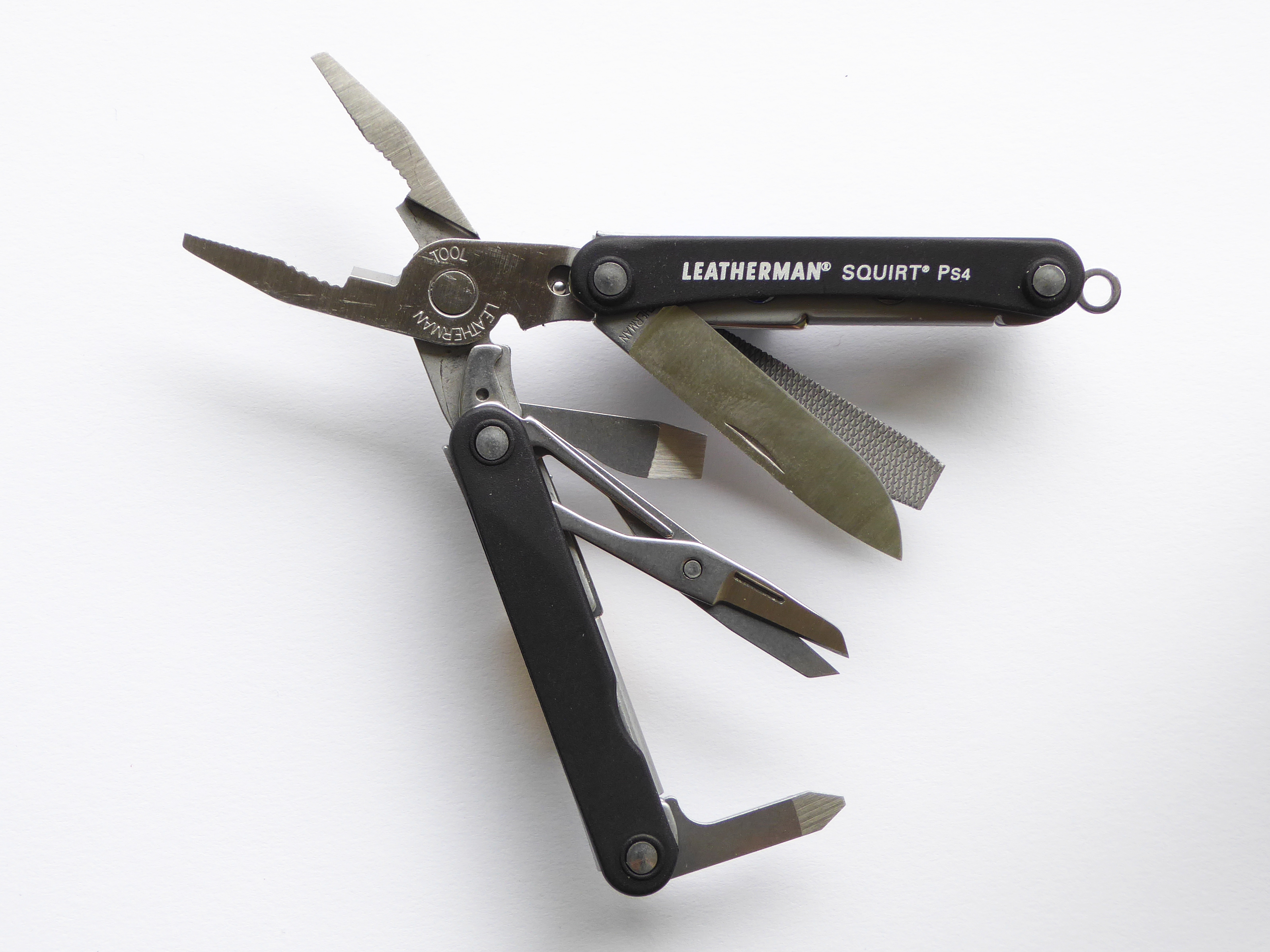
Мультитул фірми Leatherman

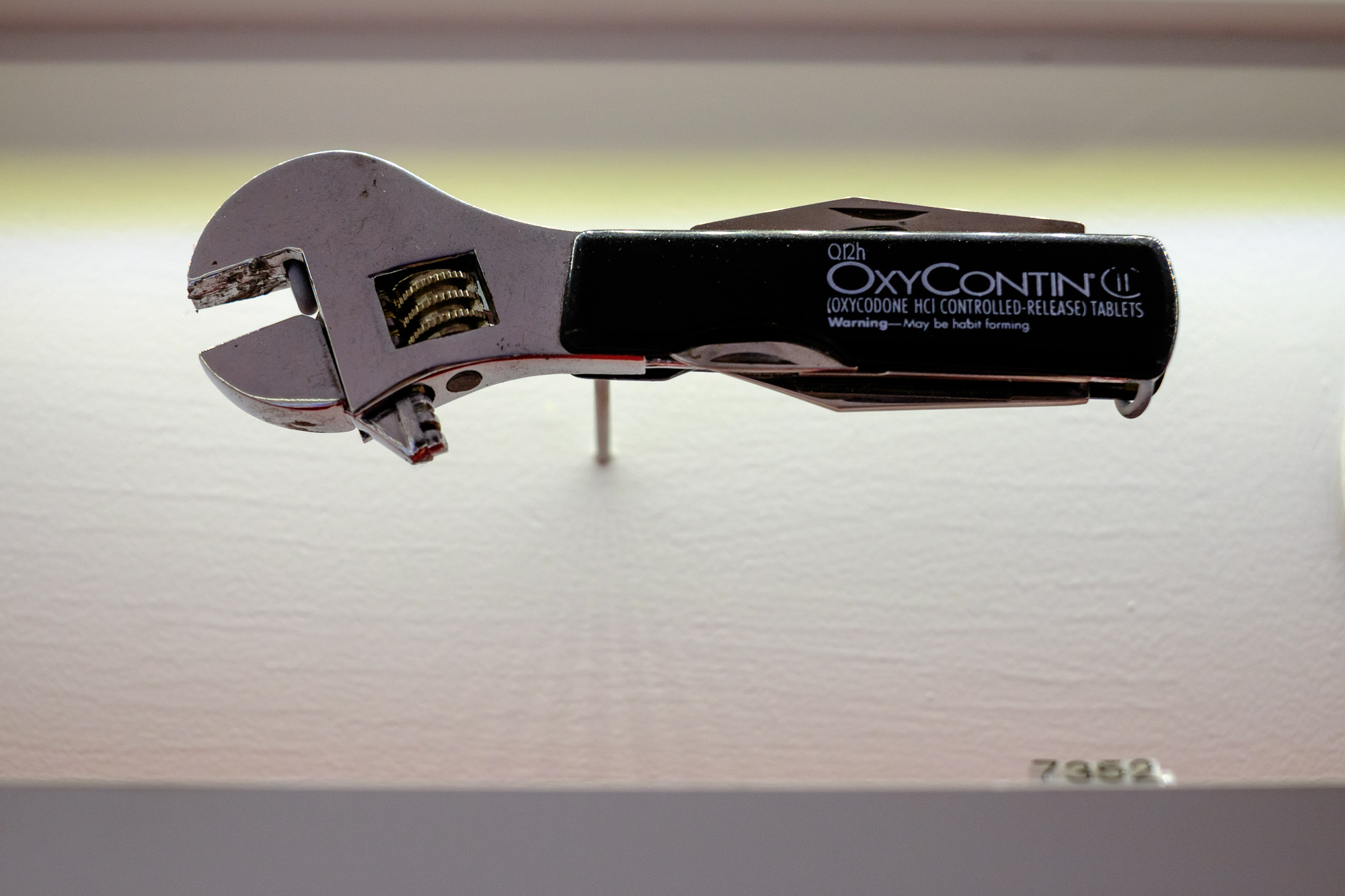
Мультитул на основі гайкового ключа

Археологічні знахідки свідчать про наявність багатофункціональних складаних інструментів ще в добу пізньої Римської імперії (це були переважно столові прибори). Наприкінці XIX ст. з'явилися складані армійські ножі з додатковими пристроями фірм Victorinox і Wenger, які зараз прийнято звати «швейцарськими». Аналогічні ножі тепер випускаються багатьма виробниками.

## Види

### Мультитул на основі пасатижів
Найбільш поширеним видом універсального складаного інструмента є, окрім звичайних складаних ножів, мультитул у вигляді плоскогубців з довгими губками (довгогубців), спорядженими виїмками для гайок і різальними крайками (як у звичайних пасатижів), і такими додатковими пристосуваннями, як леза ножів (просте і серейторне), пилка, напилок, викрутки, ножиці, шило та інші інструменти, що вбираються в ручки. Окремі моделі можуть мати вирізи в ручках під шестигранні гайки, магнітний патрон для викруткових насадок.

### Інші види

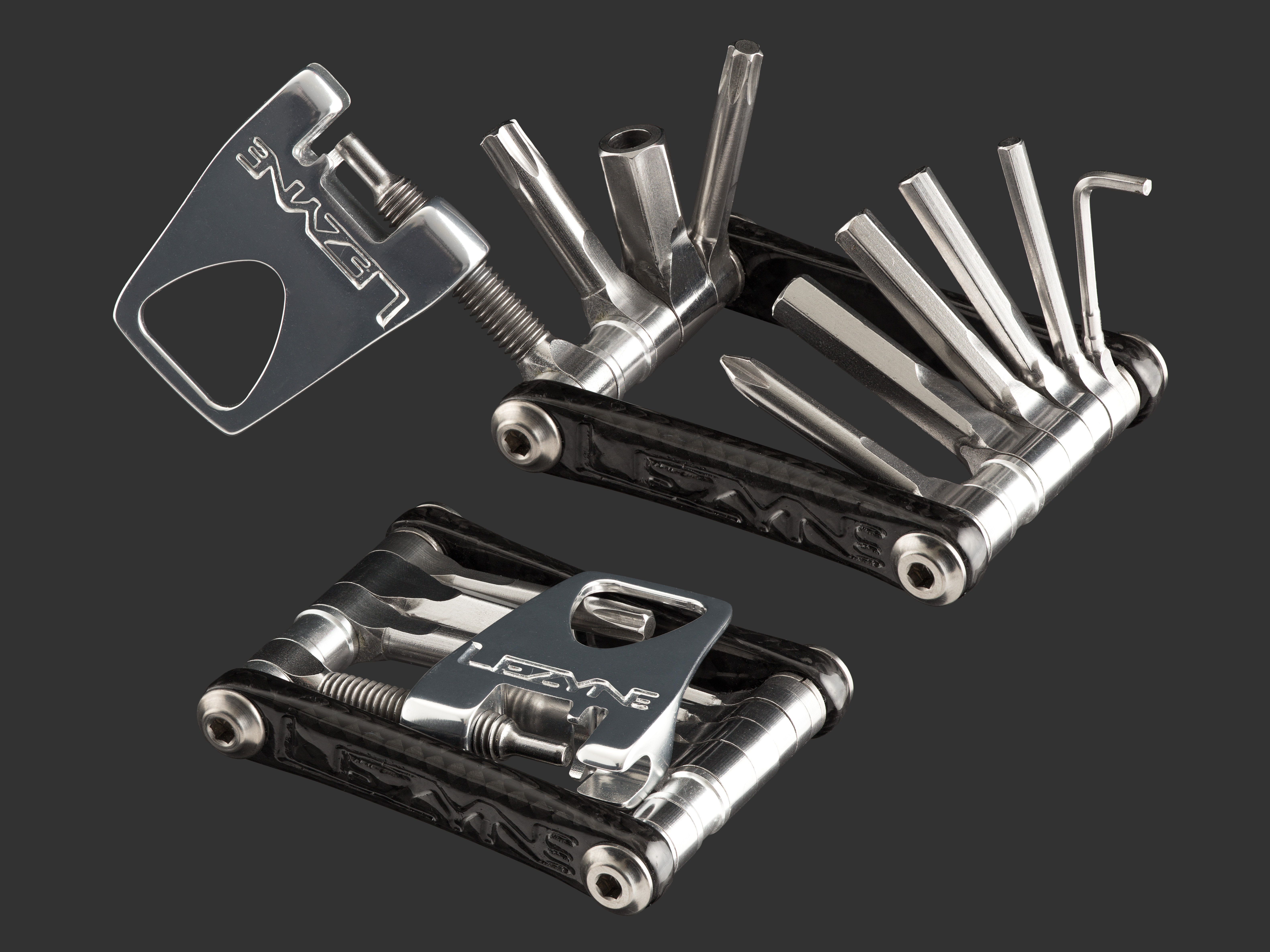
Мультитул велосипедиста

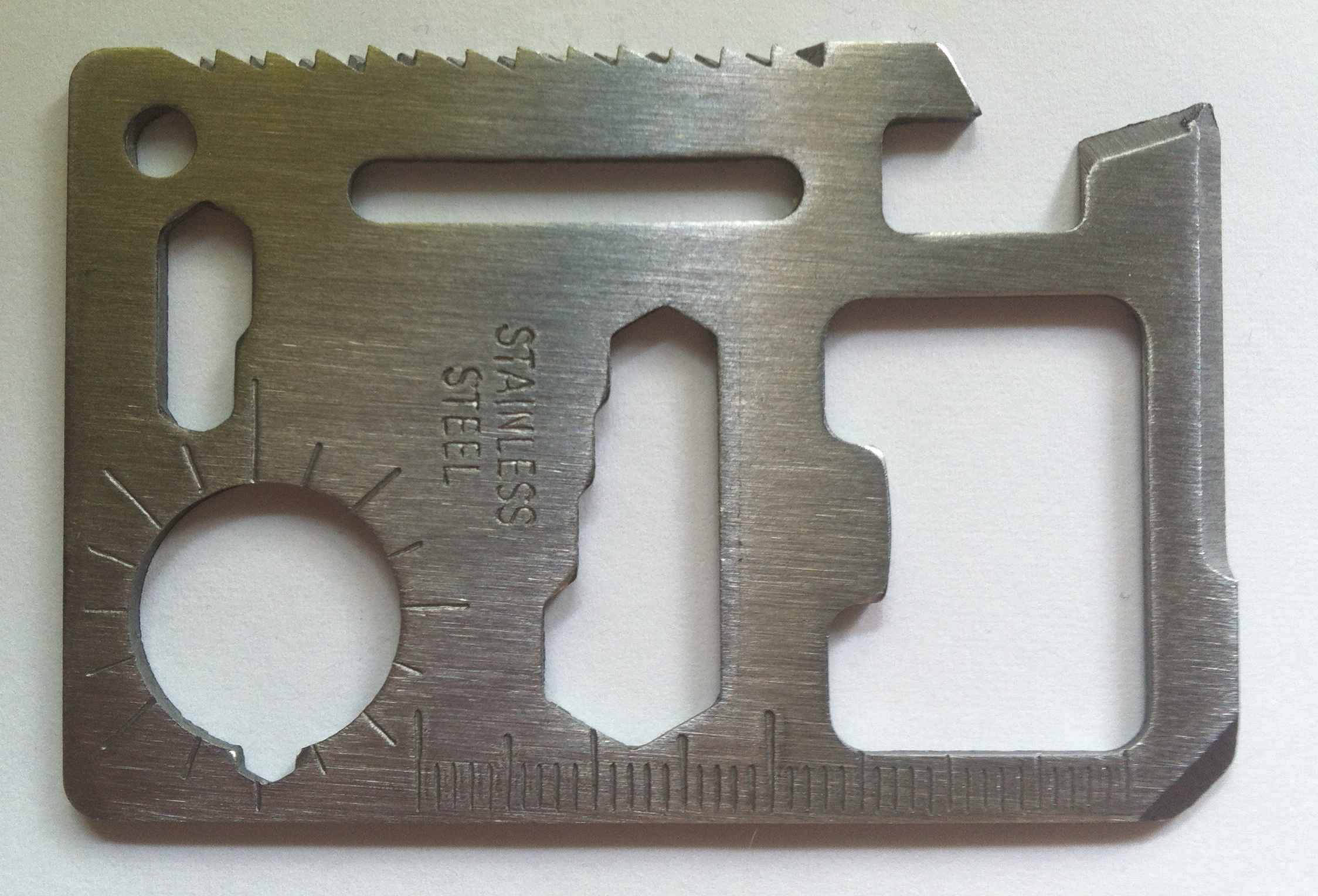
Мультитул «Картка виживання», що включає в себе пилку, лезо ножа, вирізи для гайок, кутомір, лінійку, консервний ніж і відкривачку для пляшок

Окрім пасатижів, мультитули створюються на базі інших інструментів — гайкового ключа, ножиць по металу, сокири. Існують і більш екзотичні багатофункціональні інструменти, що включають у себе молоток, спиртовий рівень, штатив для камери, світлодіодний ліхтарик, запальничку, рулетку, набір насадок для універсальної викрутки та ін.
Мультитули можуть бути більш чи менш спеціалізованими: їхня компоновка залежить від роду занять власника. Велосипедисти обзаводяться складаним мультитулом з набором викруткових насадок і торцевих ключів для операцій з гвинтами і гайками під час дрібного ремонту в дорозі. Для рибалок випускаються інструменти, чиї функції уможливлюють різати волосінь, обтискати грузила, розкривати виті кільця. Військовики використовують мультитули для догляду вогнепальної зброї. Застосування багатофункціонального портативного інструмента уможливлює виграти у вазі і розмірі порівняно зі звичайним набором інструментів.
Відомі також багатофункціональні інструменти з електроприводом, наприклад, зворотно-поступальної дії (англ. oscillating tool). За допомогою змінних лез різної форми та призначення ці пристрої можуть використовуватись для різання дерева, металів та пластику; шліфування та стругання тощо.